# Los dos rivales
Los dos rivales es una película en blanco y negro de Argentina dirigida por Luis Bayón Herrera sobre el guion de Arturo S. Mom que se estrenó el 4 de febrero de 1944 y que tuvo como protagonistas a Luis Sandrini, Hugo del Carril, Alicia Barrié y Aída Alberti.

## Sinopsis
Dos cronistas de diarios rivales compiten en la conquista de mujeres e investigan sobre una banda de delincuentes.

## Reparto
- Luis Sandrini ... Oscar Gorosito
- Hugo del Carril ... Rafael Aguilar
- Alicia Barrié ... Beatriz
- Aída Alberti ... Susana
- Berta Moss ... Cristina
- Enrique Roldán ... Eduardo Maidana
- Golde Flami ... Extranjera
- Alberto Terrones ... Don Jorge
- Billy Days ... Aspitante a actriz
- Domingo Mania
- Orestes Soriani
- Mariana Flor
- Juan José Fernández
- Eliana Vastal
- Rita Suárez
- Fanny Stein
- Celia Geraldy
- Eliseo Herrero
- Mario Faig

## Comentarios
Roland en Crítica opinó:

”Una intriga entre humorística y policial con tendencia a exaltar la labor del periodismo… en su forma más íntima”

 y por su parte en la crónica de La Prensa se dijo sobre el filme:

”El nervioso ajetreo periodístico bonaerense, sus grandezas y mezquindades, sus alegres momentos cómicos e instantes de honda dramaticidad vistos a través de la pluma de un distinguido periodista y llevados al cuadro con el rigor de metteur de alta jerarquía.”